# Renault 16
Renault 16 presenterades 1965 och blev årets bil 1966. Det var en av de första kombi-kupé (halvkombi). 
Modellen har anklagats för att vara resultat av industrispionage mot Citroën[källa behövs], men det har aldrig bevisats. Citroën en liknande modell ("Projet F") på ritbordet under 1960-talet, men den kom aldrig till produktion. I stället var det modellen Citroën GS som lanserades 1972 i samma storleksklass som Renault 16.
Modellen blev populär för att den var flexibel och praktisk samtidigt som den var komfortabel och slitstark. Man kunde fälla sätena i ett antal konfigurationer, och använda bilen både som en dubbelsäng, en kombi och en sedan, därav namnet halvkombi. Flera biltillverkare tog snart efter halvkombikonceptet, bland andra British Leyland, SAAB, Opel, VW och Volvo där några klassiska exempel är: Austin Maxi, SAAB 99 Combicoupé, eller CC som den också kallades, Opel Kadett City VW Golf och Passat samt Volvo 340.

## Likheter med Citroën DS
Att Renault sneglat mer än en gång på Citroën när man utvecklade R16 är tydligt om man jämför de två konkurrenternas toppmodeller på 60-talet: Renault 16 har längsmonterad motor med rattväxel och framhjulsdrift precis som Citroën DS, fjädringen är inte lika avancerad som Citroëns men väldigt mjuk och helt individuell på alla hjulen vilket gav möjlighet att strunta i om vägen var dålig eller om det kom en kurva, nästan lika nonchalant som i en Citroën. Även i inredningen påminner om Citroëns revolutionerande "padda" med bekväma sätena, motorbula på golvet, instrumentens utformning och rattväxel. Konstruktionen gav bra väghållning, komfortabel gång och stora innerutrymmen, dessutom en ofrivilligt uppkommen[källa behövs] deformationszon i fronten som gjorde både Citroëns Gudinna och Renaults profana familjebil krocksäkra för sin tid.
Konstruktionen med motorn bakom växellådan hade nackdelen att det var svårt att komma åt servicepunkterna på motorn. I efterföljande modellerna Renault 18/20/30 vände man istället på konceptet och monterade motorn framför växellådan. Det gjorde det också mer naturligt att montera växelspaken på golvet i stället för på rattstången.

## Likheter med Renault 4
Men egentligen var R16 bara en väldigt förstorad Renault 4. Tekniskt delar 16 mycket med 4: Torsionsfjädring med olika långt axelavstånd på höger och vänster sida som tillät manuell höj- och sänkning av karossen, slutet kylsystem med expansionskärl, 4-cylindrig radmotor med växellådan framför motorn, framhjulsdrift, platt golv, rundsmörjningsfri, bränslesnål, enkel och praktisk med bakluckan uppdragen över rutan. Men kamouflerad med den betydligt dyrare Citroën DS:s svällande komfort och nonchalanta väghållning som var populär i 1960- och 70-talets Frankrike med de undermåliga route-nationale-vägarna vid sidan om de privata autorouterna. 
Renault lanserade tidigt en starkare modell av 16, Renault 16 TS, som var en av de första  familjesportbilen med stark motor, varvräknare och elektriska fönsterhissar men inga yttre tecken förutom ett diskret "TS" som avslöjade kompetensen under huven med en motor och växellåda som också satt i Lotus Europa. "En ulv i fårakläder" kallade Teknikens Värld därför Renault 16 TS när de testade den. Med version 16 TX gav Renault familjebilsmarknaden både centrallås, 5-växlad låda (med rattväxel som alltid på 16) och skinnklädsel samt en massa annat som annars bara lyxbilar hade. 
Kuriosa är att när övriga världen fick ta del av Renaults facelift av 16 1977 fick Sverige ha kvar den gamla grillen och kromlisterna eftersom Sverige hade krav på ljustorkare. De 16-bilar som skulle skickas till Sverige 77, 78, 79 och 80 tillverkades separat under en vecka eller två i fabriken eftersom de skulle ha kromad grill med ljustorkare samt den svenska avgasreningen, man bestyckade dessa vagnar med TX:s motor, TS:s växellåda och TL:s utrustningsnivå vilket gör de Svensksålda 16-bilarna från slutet av 70-talet helt unika i världen. 1980 ersattes Renault 16 av Renault 20 och Renault 30 som i princip var en förstorad Renault 18 (som i sin tur var en uppdatering av Renault 12) med en uppförstorad R16-kaross, inget vågat 60-tals-nytänkande här inte.
Renault 4 och 16 var nytänkande när de kom och Renault 16 skapade en helt ny biltyp, halvkombin, som i princip alla biltillverkare tagit upp (och det från ett statsägt bilföretag).
Renault gjorde många mellanmodeller av konceptet som R4 och R16 stod för, Renault 6 var en R4 med 16-liknande kaross och inredning, den blev ingen jättesuccé men sålde ändå bra på vissa marknader, Renault 5 blev däremot en enorm succé på 70-talet trots att den egentligen inte gjorde något nytt alls i jämförelse med 4 och 16. Efter 4 (1961) och 16 (1965) dröjde det ända till Espace (1984) innan Renault kom med något verkligt nyskapande igen och då var det inte Renault utan Matra som stod för nytänkandet. 
Med 16 skapade Renault en helt ny bilklass, det gjorde man senare också med Espace, Twingo, Scenic och Kangoo, men 16 var först. Nästan alla nutidens vardagsbilar är direkta arvtagare till Renault 16, den första moderna bilen.
Totalt producerades 1 845 959 Renault 16.[källa behövs]